# NGC 2013
NGC 2013 је расејано звездано јато у сазвежђу Кочијаш које се налази на NGC листи објеката дубоког неба.
Деклинација објекта је + 55° 47' 22" а ректасцензија 5h 44m 1,6s. Привидна величина (магнитуда) објекта NGC 2013 износи 13,1.